# Amalfi
För andra betydelser, se Amalfi (olika betydelser).
Amalfi är en stad och kommun i provinsen Salerno i regionen Kampanien i södra Italien. Kommunen hade 5 102 invånare (2017). Katedralen är en av stadens främsta sevärdheter.
Amalfi var redan på 800-talet en betydande hamnstad. Den deltog ibland i striderna mot araberna då dessa försökte etablera sig i Italien, men var stundom under 1000-talet allierade med araberna och drev en omfattande handel med dessa på Sicilien, i Afrika och Spanien. Amalfi upptog även tävlan med Venedig i handeln med Grekland och Syrien. 1076 erövrades Amalfi av normanderna och från första korstågets tid var Amalfis betydelse för handeln utspelad.
Under medeltiden var staden berömd för sina skolor inom juridik och matematik.